# NGC 4845
NGC 4845 (NGC 4910) é uma galáxia espiral (Sab) localizada na direcção da constelação de Virgo. Possui uma declinação de +01° 34' 32" e uma ascensão recta de 12 horas, 58 minutos e 00,9 segundos.
A galáxia NGC 4845 foi descoberta em 24 de Janeiro de 1784 por William Herschel.